# セシル・ド・ノルマンディー
セシル・ド・ノルマンディー （Cécile de Normandie、1056年頃 - 1126年6月30日）は、イングランド王ウィリアム1世と王妃マティルダ・オブ・フランダースの最年長の娘とみなされている人物。ウィリアム赤顔王とヘンリー碩学王は彼女の兄弟である。彼女は兄弟で最も年長の兄ロベール2世と非常に密接で、マティルダ尼僧によって教育された 。

## 生涯
セシルは両親によって幼くしてカーンのサント・トリニテ修道院に入れられた。彼女は1112年にはサント・トリニテ修道院の院長となった。彼女は1126年にカーンで亡くなり、修道院の壁の中に埋葬された。彼女の墓は発掘できるような開口部のないまま壁に塗りこめられている。